# Senecio dentato-alatus
Senecio dentato-alatus là một loài thực vật có hoa trong họ Cúc. Loài này được Mildbr. ex C.Jeffrey miêu tả khoa học đầu tiên năm 1986.